# Marinette Pichon
Marinette Pichon (* 26. November 1975 in Bar-sur-Aube) ist eine ehemalige französische Fußballspielerin.

## Einfluss ihrer Eltern
Der Vater von Marinette Pichon war alkoholabhängig und gewalttätig, weshalb sie eine schwierige Kindheit hatte. Ihr halfen der Fußball und ihre Mutter. 
Ihr Vater wurde 2000 zu 10 Jahren Haft verurteilt, nachdem er Pichons Großmutter (seine Schwiegermutter) vergewaltigt hatte. Er starb 2018.

## Die Vereinskarriere
Die Stürmerin spielte bereits seit dem sechsten Lebensjahr zunächst bei der ASS aus Brienne-le-Château Fußball, wechselte dann mit 16 Jahren nach Châlons-en-Champagne zu Olympique Saint-Memmie, einem Verein, der unter ihrer maßgeblichen Beteiligung ab Mitte der 1990er Jahre seine erfolgreichste Zeit hatte, und wurde in dessen erster Elf schnell zur Stammspielerin. Hier wie bald darauf auch in der Nationalmannschaft schoss sie Tore wie am Fließband; bei nur 1,63 m Größe und 55 kg Kampfgewicht kam ihr dabei ihre Wendigkeit, die schnelle Reaktionsfähigkeit und ein gutes Schussvermögen zugute. 2002 bot ihr der US-Klub Philadelphia Charge einen Vertrag für die Frauenprofiliga WUSA an, für den sie fortan spielte. Nachdem die WUSA im Spätherbst 2003 den Spielbetrieb einstellen musste, kehrte sie kurzzeitig nach Frankreich zu Saint-Memmie zurück, bevor sie am Ende dieser Saison ihre Fußballstiefel erneut in den Vereinigten Staaten schnürte, diesmal für die New Jersey Wildcats. Seit der Spielzeit 2004/05 erzielte sie ihre Tore wieder vor heimischem Publikum: sie trat für Juvisy FCF in der Division 1 Féminine an, mit dem sie 2005 den Landespokal (Challenge de France) und 2006 die Meisterschaft (Championnat de France de football féminin) gewann.
Marinette Pichon hat zudem viermal (2001, 2002, 2005, 2006) den Titel einer Torschützenkönigin der höchsten französischen Spielklasse gewonnen; auch in ihrem Jahr in der US-Profiliga (2003) erzielte sie die meisten Treffer. Zudem wurde sie 2001 mit dem "Oscar" als Französische Fußballerin des Jahres ausgezeichnet. 2007 beendete sie ihre Karriere. Drei Jahre später outete Pichon ihre Homosexualität.

### Stationen
- Association Sportive Briennoise (bis 1992, als Jugendliche)
- Saint-Memmie Olympique (1992–2002)
- Philadelphia Charge (2002–November 2003)
- Saint-Memmie Olympique (2004)
- New Jersey Wildcats (Sommer 2004)
- Juvisy FCF (2004–2007)

## Die Nationalspielerin
Seit März 1994 stürmte Marinette Pichon auch für die Équipe tricolore féminin. Darin hat sie es auf 112 Länderspiele gebracht, in denen ihr 81 Tore gelangen, womit sie bis September 2020 auch die erfolgreichste Torschützin der französischen Frauen-A-Elf war. Dabei hatte sie zwischen Mai 1999 und April 2001 kein einziges Länderspiel bestritten.
Sie nahm an sämtlichen internationalen Meisterschaftsendrunden teil, für die die Französinnen sich während Pichons Spielerzeit qualifizieren konnten: das waren drei Europa- (1997, 2001, 2005) und eine Weltmeisterschaft (2003). Einen Titel hat sie dabei allerdings nicht erringen können. Nach dem Scheitern der Bleues in der Qualifikation zur WM 2007 in China im September 2006 erklärte sie ihren Rücktritt aus der Nationalelf.

## Palmarès
- Französische Meisterin: 2006
- Französische Pokalsiegerin: 2005
- Gewinn der Torjägerkrone:
  - in der französischen Liga: 2001, 2002 (bei Saint-Memmie), 2005, 2006 (bei Juvisy)
  - in der US-Liga: 2003
- Französische Fußballerin des Jahres: 2001
- Most Valuable Player der US-Profiliga: 2002
- Von August 2006 bis September 2020 Rekordtorschützin der A-Nationalelf mit 81 Treffern in 112 Länderspielen

## Leben nach ihrer Spielerzeit
Von 2013 bis 2016 hatte sie bei ihrem Ex-Verein Juvisy die Funktion der Generaldirektorin inne. Anschließend nahm sie eine Stelle bei My Coach Football an, einem Start-up-Unternehmen, das eine App für Fußballtrainer entwickelt hat.
Im Frühjahr 2018 kam es zur Veröffentlichung ihrer Autobiographie in Buchform unter dem Titel Ne jamais rien lâcher („Niemals nachlassen“). Darin schildert sie – so eine Vorankündigung – „ihren Weg als Fußballspielerin, aber insbesondere auch als Frau“.
2023 erschien das Biopic Marinette – Kämpferin. Fussballerin. Legende., das unter der Regie von Virginie Verrier mit Garance Marillier in der Titelrolle entstand.

## Privates
Am 7. September 2013 heiratete Pichon ihre Partnerin Ingrid Moatti (Meisterin im Rollstuhlbasketball) und adoptierte daraufhin den zehn Monate zuvor geborenen Sohn Gaël (* 7. November 2012) ihrer Frau. 
Für diesen hatte sie bereits im Oktober 2012 als zweite lesbische Frau in Frankreich Elternzeit erhalten.
Nach der Hochzeit wanderte die Familie nach Québec aus, wo es laut Marinette Pichon „eine Offenheit und einen Respekt für die Institutionen gibt, die im Vergleich zu Frankreich auffallen“.